# Nid d'hirondelle
 (juin 2023).
Si vous disposez d'ouvrages ou d'articles de référence ou si vous connaissez des sites web de qualité traitant du thème abordé ici, merci de compléter l'article en donnant les références utiles à sa vérifiabilité et en les liant à la section « Notes et références ».

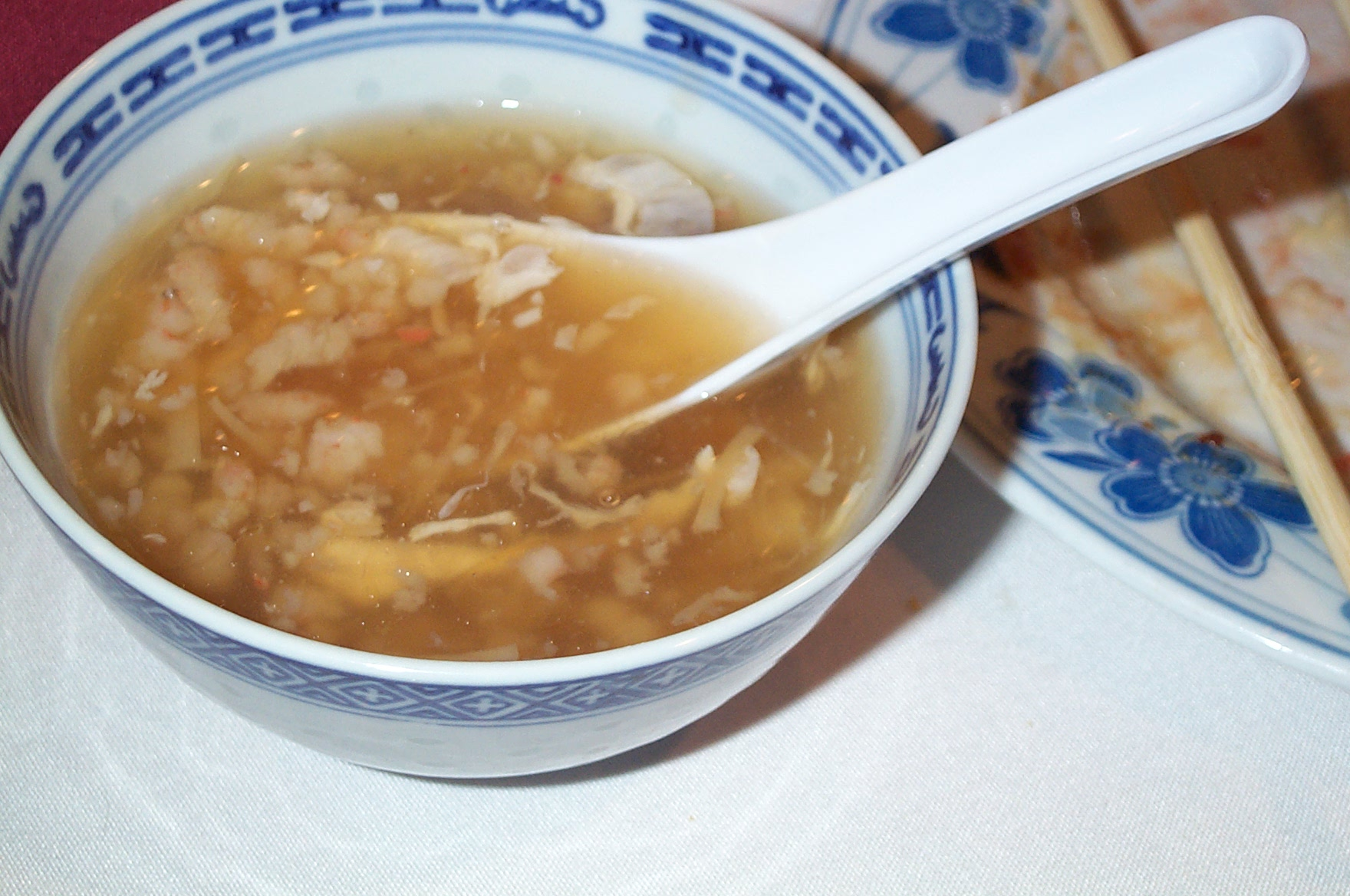
Soupe aux nids d'hirondelle servie dans un bol typique.

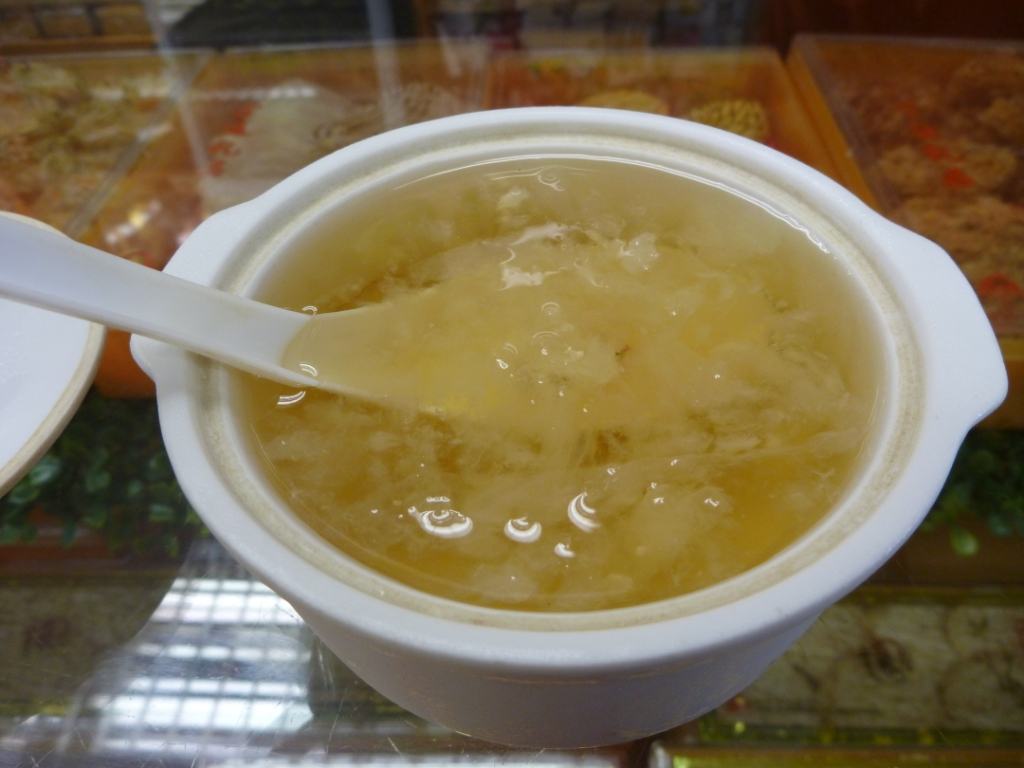
Autre présentation en Malaisie.

Le nid dit d'hirondelle, apprécié des gastronomes en Asie, n'est en fait pas produit par des hirondelles, mais par quelques espèces et sous-espèces de martinets qui sécrètent un mucus mucilagineux, comestible, pour construire leur nid. 
Ce mucus est recherché comme produit de luxe par la cuisine traditionnelle chinoise, vietnamienne et de nombreux pays d'Asie du Sud-Est, mais on lui attribue aussi nombreuses vertus pour la santé.
Une seule espèce de martinet construit un nid entièrement comestible. Ces nids sont blanchâtres et translucides, parfois teintés de jaune, avec un aspect qui évoque un peu les galettes de riz. La plupart des autres espèces fabriquent des nids qui ne sont que partiellement comestibles. Dans ce dernier cas, on n'en utilise que la partie poreuse et transparente constituée de mucus séché. 
Sa rareté et l'effort nécessaire à la récolte de ce produit en ont fait un mets particulièrement apprécié. Il a longtemps été uniquement récolté dans les cavités de falaises abruptes et souvent en altitude, ou dans de vastes grottes reculées dans la jungle.

## Histoire
Ce mets coûteux et délicat était autrefois réservé aux rois et aux mandarins. Les nids étaient importés du Sarawak (est de la Malaisie) par la dynastie Tang (618-907). Leur popularité augmentant dès les années 970, la dynastie Song est allée les chercher dans tout l'archipel d'Indonésie, et sous le règne de la dynastie Ming (1368-1644), la Chine en a aussi fait venir de Malaisie, de Thaïlande et du Viêt Nam.
Vu l’épaisseur de guano trouvée dans certaines grottes, on peut penser que ces martinets ont été autrefois très nombreux (à La Réunion, on trouve des colonies atteignant dix mille individus). Des récoltes trop intensives ont probablement fait assez précocement reculer les espèces produisant ces nids en Chine du Sud et dans certaines grottes des autres pays d'Asie du Sud-Est.
Les empereurs chinois qui pensaient qu’ils conserveraient longtemps leur jeunesse grâce aux vertus des nids ont envoyé des émissaires pour en récolter ou en acheter jusqu’en Indonésie, Inde, Philippines et Thaïlande. En Indonésie, où la minorité chinoise est encore très impliquée dans le négoce des nids, c’était un mets consommé par les rois et les édiles depuis 1720 au moins, et le prix en reste encore très élevé.

## Récolte avant les années 1990

### Île de Bornéo

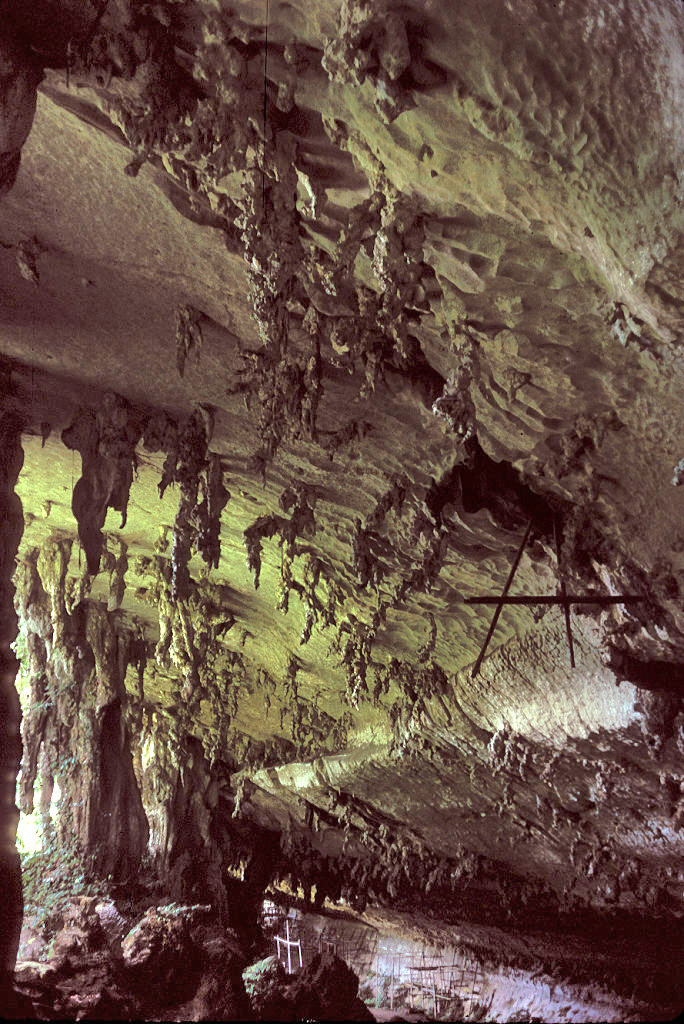
Célèbres grottes préhistoriques de Niah où l'on récolte des nids d'hirondelle de la salangane à nid noir Aerodramus maximus, île de Bornéo, Malaisie.

Dans la partie malaisienne de l'île de Bornéo, dans la fameuse Grande grotte de Niah, les Punans (ou Penans) grimpent à des poteaux de bambous réunis en faisceaux jusqu'à des hauteurs de 50 mètres pour récolter des nids d'hirondelle. Ils se servent d'une longue perche  à laquelle ils fixent un couteau pour détacher les nids et une bougie pour les éclairer. Cette méthode est périlleuse et il arrive de temps à autre que l'un des dénicheurs tombe et se tue.
Dans d'autres grottes, les nids sont accessibles du sol avec une simple gaule et la récolte est donc sans danger.

### Mer d'Andaman en Thaïlande

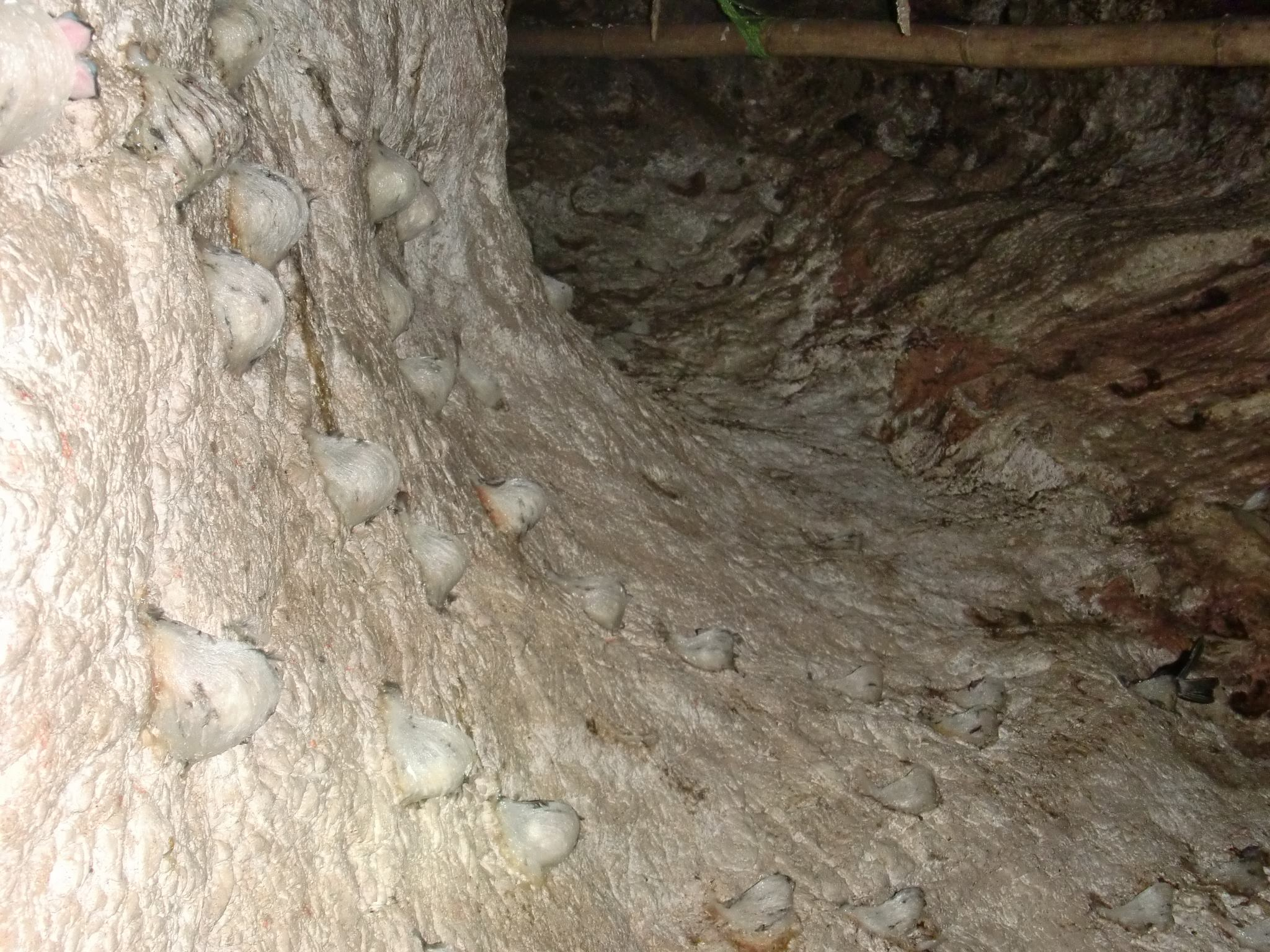
Nids d'hirondelle naturels dans la Bird's Nest Island en Thaïlande.

Sur les côtes de la mer d'Andaman en Thaïlande, des hommes côtoient la mort chaque jour dans la touffeur moite de grottes aussi vastes que des cathédrales pour que, à Hong Kong, Singapour ou New York, des clients puissent consommer ce mets.
À l'aide d'une perche munie d'un crochet métallique, les dénicheurs s'élèvent vers l'entrée en surplomb des grottes, au sud de la Thaïlande. Pour rallier les divers sites de cueillette, les ramasseurs, qui sont aussi le plus souvent pêcheurs, utilisent leur bateau car la végétation rend les déplacements difficiles. Ils examinent la structure des bambous qu'ils vont escalader. De leur solidité et de la façon dont ceux-ci sont liés dépend la sécurité des dénicheurs. Malgré leur agilité de funambule et de leur connaissance des lieux, il n'est pas rare que l'un d'eux trouve la mort.
Chaque cueilleur utilise trois torches constituées d'écorces trempées dans de la résine et enveloppées de feuilles d'arbre, qu'il tient entre les dents pour s'éclairer. Quand la troisième est à moitié brûlée, c'est signe qu'il faut redescendre.
Les zones d'implantation de la salangane à nid blanc (Aerodramus fuciphagus) et de la salangane à nid noir (Aerodramus maximus) s'étendent sur des centaines de milliers de km2.
Ceinte d'une banderole rouge, une stalactite est vénérée sous le nom de To Limao, le dieu charme de la caverne du Tigre. Au début de chaque campagne, les dénicheurs viennent y déposer petits drapeaux, encens ou friandises afin d'obtenir sa protection. Aucun ne faillit au rite.
Les dénicheurs ont des armes de guerre pour s'opposer à la cueillette sauvage des braconniers,. La collecte de ce mets prisé, monopole de sept sociétés privées thaïlandaise depuis 1958, génère de violents conflits.

## Préparation

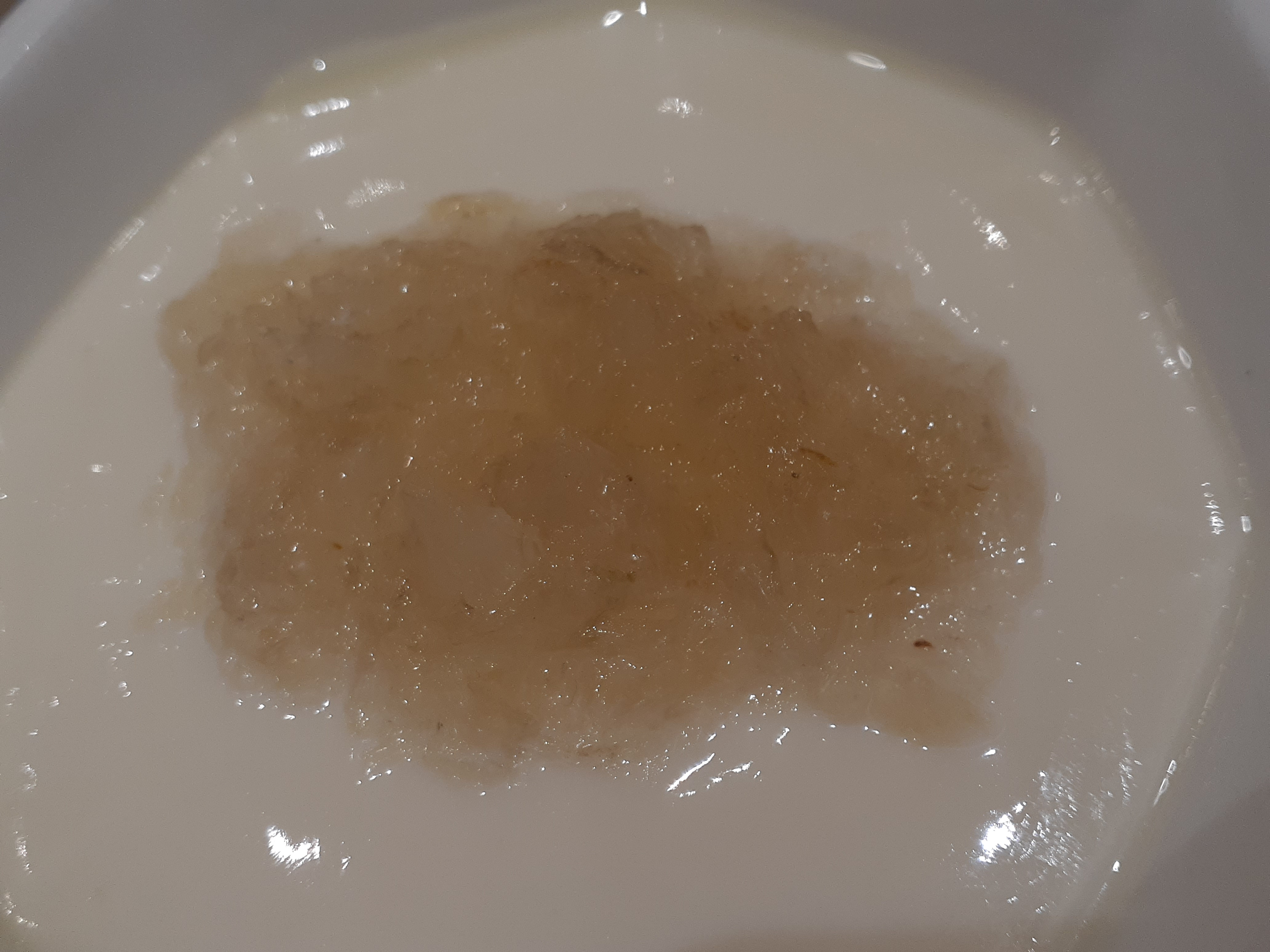
Nid d'hirondelle.

Par un trempage dans de l'eau tiède, le cuisinier doit retirer les plumes et impuretés du nid, puis le cuire longtemps (jusqu’à trois heures) dans l’eau bouillante. Le nid se délite alors en des milliers de fibres blanches d'une substance mucilagineuse qui est récupérée pour composer divers plats, par exemple des soupes ou des plats accompagnant un pigeon ou une poule cuite au bain-marie. Préparé avec des haricots ou des noix de lotus, le nid d'hirondelle donne une compote très appréciée en Asie.

## En Indonésie
De nombreuses espèces d'apodidae fréquentent les grottes de la planète, mais seules quelques espèces produisent des nids assez riches en « salive » pour être commercialisés. 
Les nids de quatre espèces sont les plus convoités en Indonésie, pays qui fournit 70 % de la production mondiale. 
Les nids clairs ou « nids blancs » sont les plus recherchés. Les « hirondelles » qui les produisent sont les plus nombreuses à Bornéo. 
On collecte les nids des martinets suivants :

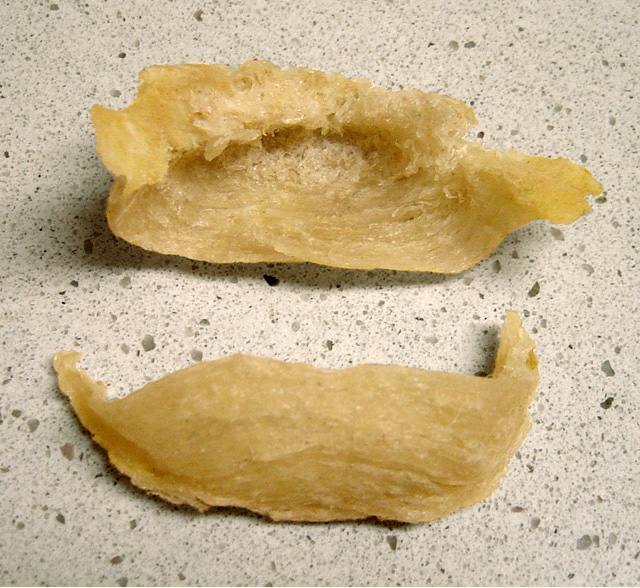
« Nid blanc »

- « Nid blanc »salangane à nid blanc (« walet sarang putih » en indonésien) ; oiseau brun pâle, plus clair sur le dessous, aux bec et pattes généralement noirs, mesurant 12 cm de long et 25 d’envergure, qui produit le nid blanc, le plus réputé. C’est la seule espèce qui produit un nid entièrement consommable (parfois quelques plumes sont mélangées à la salive).

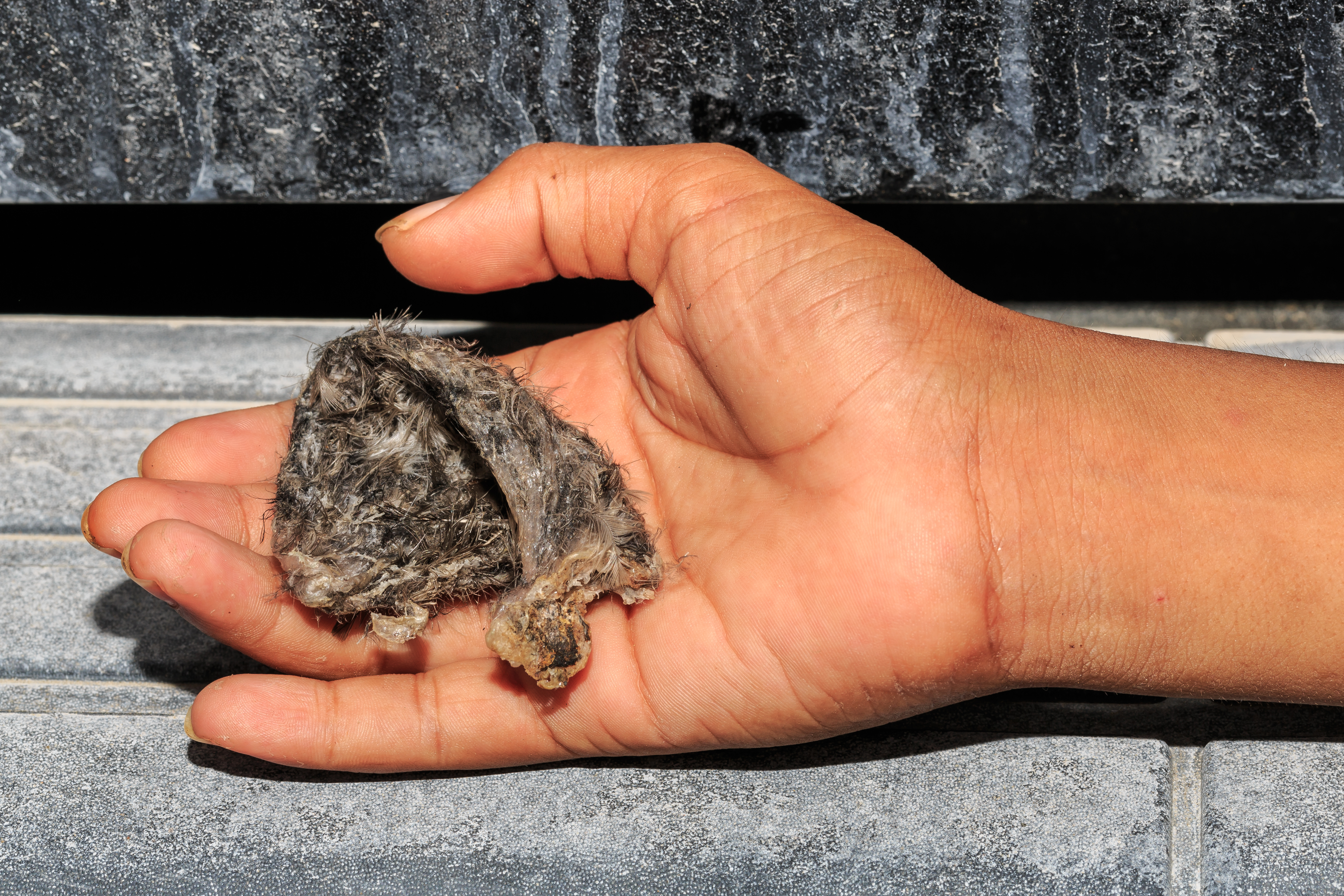
« Nid noir »

- « Nid noir »salangane à nid noir (« walet sarang hitam » en indonésien), oiseau plus foncé, aux plumes grises vers la queue et le bas du dos, qui produit un nid dit « noir » fabriqué avec un mélange de salive et de plumes qui nécessite d'être soigneusement nettoyé avant d'être cuit, dans des cavernes réputées plus humides et plus froides.
- salangane soyeuse (« seriti » en indonésien), et salangane de Vanikoro (« seriti lumut » en indonésien), aux plumes noires (sauf sur le ventre qui est blanc). À noter que les nids d'hirondelle dits « noirs » de la salangane soyeuse collocalia esculenta, constitués de salive mais aussi de nombreuses plumes incorporées et de beaucoup de mousse et d'autres substances végétales, ont longtemps été considérés comme pratiquement inutilisables commercialement, au moins jusqu'à la fin des années 1970[5]. Ces martinets mesurent 10 cm de long pour une envergure de 20 cm. Ce sont des oiseaux qui recherchent moins l’obscurité et la tranquillité que les précédents. Certaines populations de ces martinets ne craignent pas la proximité humaine, nichant volontiers dans les maisons, marchés, mosquées, écoles, etc. mais on le trouve également dans certaines grottes et cavernes.
- Les espèces du genre Collocalia possèdent de nombreuses sous-espèces, dont les nids peuvent être utilisés.

## AuViêt Nam
On recherche les nids des martinets suivants :
- salangane à nid blanc (dite « hirondelle à soie d'or de Java » en chinois). Cet oiseau produit annuellement un petit nid léger (d’une dizaine de grammes) dans les grottes surtout situées autour de la mer du Centre (de Bình Định à Khanh Hoa) ou sur des îlots isolés.

La salangane construit son nid à l'approche de la fête du Têt. Il lui faut trois mois environ pour le terminer. Les chasseurs de nids les récoltent alors, forçant le martinet à reconstruire un second nid avant la ponte. Dès que les oisillons ont suffisamment grandi, les chasseurs reviennent cueillir le nid. Le martinet peut alors rebâtir un troisième et dernier nid pour l’année. Selon les récolteurs, cela n'affecte pas les populations, mais selon les ornithologues, les récoltes intensives sont une menace pour ces espèces qui s'épuisent à sans cesse reconstruire leur nid. Dans d'autres pays, il est interdit de détruire les nids d'hirondelles et de martinets, oiseaux insectivores considérés comme particulièrement importants pour les équilibres écologiques, et utiles, par exemple, pour la lutte contre les moustiques (vecteurs de nombreuses maladies graves) .

## Élevage extensif

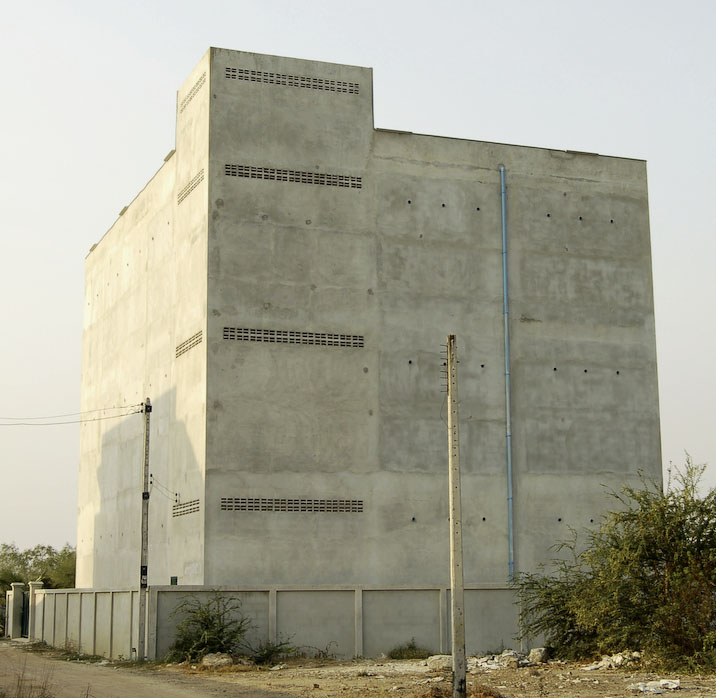
Une « nesting house » pour martinets en Thaïlande.

Dans certains pays, pour faire face à la régression des martinets (dont en Thaïlande et en Indonésie), depuis quelques dizaines d’années, des bâtiments spéciaux (bird-house ou maisons à hirondelles), parfois climatisés, sont construits de manière à y accueillir des centaines de martinets, dont les nids seront récoltés. L'espèce recherchée est Aerodramus fushipagus. 
Il arrive également qu’on achète aussi de vieilles maisons uniquement pour y laisser les martinets construire des nids. Il suffit dit-on que les maisons soient très sombres et très humides, comme dans une grotte, pour que le martinet s’y installe, même en ville, en l’absence d’un environnement boisé ou naturel à proximité. Le martinet n’est pas chassé et est respecté dans la plupart des pays. En zone tropicale où la biomasse en insectes est très élevée, le nombre de nids produits dans une simple maison non habitée peut être élevé.

## Guano
Dans les grottes ou les « maisons d’oiseaux », le guano peut aussi être récolté et vendu.
Dans les grottes de Niah au Sarawak, une seule grotte (60 m de haut et 250 m de large, où les archéologues ont découvert de très anciennes traces de présence humaine) produit à elle seule outre des nids d'hirondelle, une récolte d’environ 1 tonne de guano-fossile par jour, transportée à dos d’homme dans la jungle jusqu’à la route la plus proche par sacs de 50 kg.